# Ilex vitiensis
Ilex vitiensis là một loài thực vật có hoa trong họ Aquifoliaceae. Loài này được A.Gray mô tả khoa học đầu tiên năm 1854.